# Nakhi
Nakhi eller (pinyin efter det kinesiske navn) naxi (forenklet kinesisk: 纳西族; traditionel kinesisk: 納西族; pinyin: Nàxī zú) er en af 56 folkegrupper som er officielt anerkendt i Kina.
De fleste nakhi bor i Yunnan-provinsen i det sydvestlige Kina, hvor de er en af 25 minoriteter. Det blåklædte folk er blandt andet kendt for kvindernes fremtrædende rolle i samfundet, og børnene var blandt andet morens ejendom. Det findes mellem 260.000-300.000 nakhi og centrum for nakhi-kulturen er byen Lijiang, som står på UNESCOs liste over verdens kulturarv. Det siges, at nakhiene nedstammer fra tibetanske nomader.
Nakhi-folkets shamaner bruger traditionelt deres eget billedskriftsprog kaldt donga (hieroglyfer). Til trods for at det er et relativt enkelt skriftsprog findes der i dag ikke mange nakhi som kan skrive det.